# Болу
Болу (тур. Bolu) — город и район в Турции, административный центр ила Болу. Население в 2022 году превышало 185 000 жителей. В древности — один из главных городов Вифинии, именовавшийся Вифиний и Клавдиополь. Предполагаемая родина Антиноя.
Находится на старом шоссе между Стамбулом и Анкарой, которое поднимается в горы, опоясывающие город, в то время как новая платная автострада проходит через туннель, который расположен южнее города.

## История
За полторы тысячи лет до нашей эры территория ила Болу входила в состав государства хеттов. Во времена Геродота (V век до н. э.) город назывался Вифиний и входил в государство Вифиния. Если верить Павсанию, город был основан греками из Мантинеи (что в Аркадии).
Во время римского владычества переименован в Клавдиополь в честь императора Клавдия. Император Феодосий II (408—452) сделал его столицей провинции Гонория, сформированной из Вифинии и Пафлагонии и названной так в честь императора Гонория. После этого город долгие века (до 1325 года) находился под управлением Византийской империи. Здесь находилась кафедра епископов, первым из которых был Автоном Вифинский.
В 1325 году Болу был захвачен турками-османами, после чего получил своё нынешнее название и стал центром вилайята Кастамону. К началу XX века его население превысило 10 тысяч человек, причём среди них насчитывалось около 1 700 греков, 400 армян и представителей других народов.
В 1970-е годы во время строительных работ в районе Акпынар (Akpınar) была найдена раскрашенная голова статуи возрастом 2000 лет. Она определена как греческая богиня Артемида. Находка выставляется в местном краеведческом музее.

## Достопримечательности
- Музей Болу[англ.] — краеведческий и археологический музей
- Едигёллер («Семь озёр») — природный национальный парк в 42 км к северо-востоку от Болу, особенно хорош в период осенней раскраски деревьев (с октября по ноябрь)

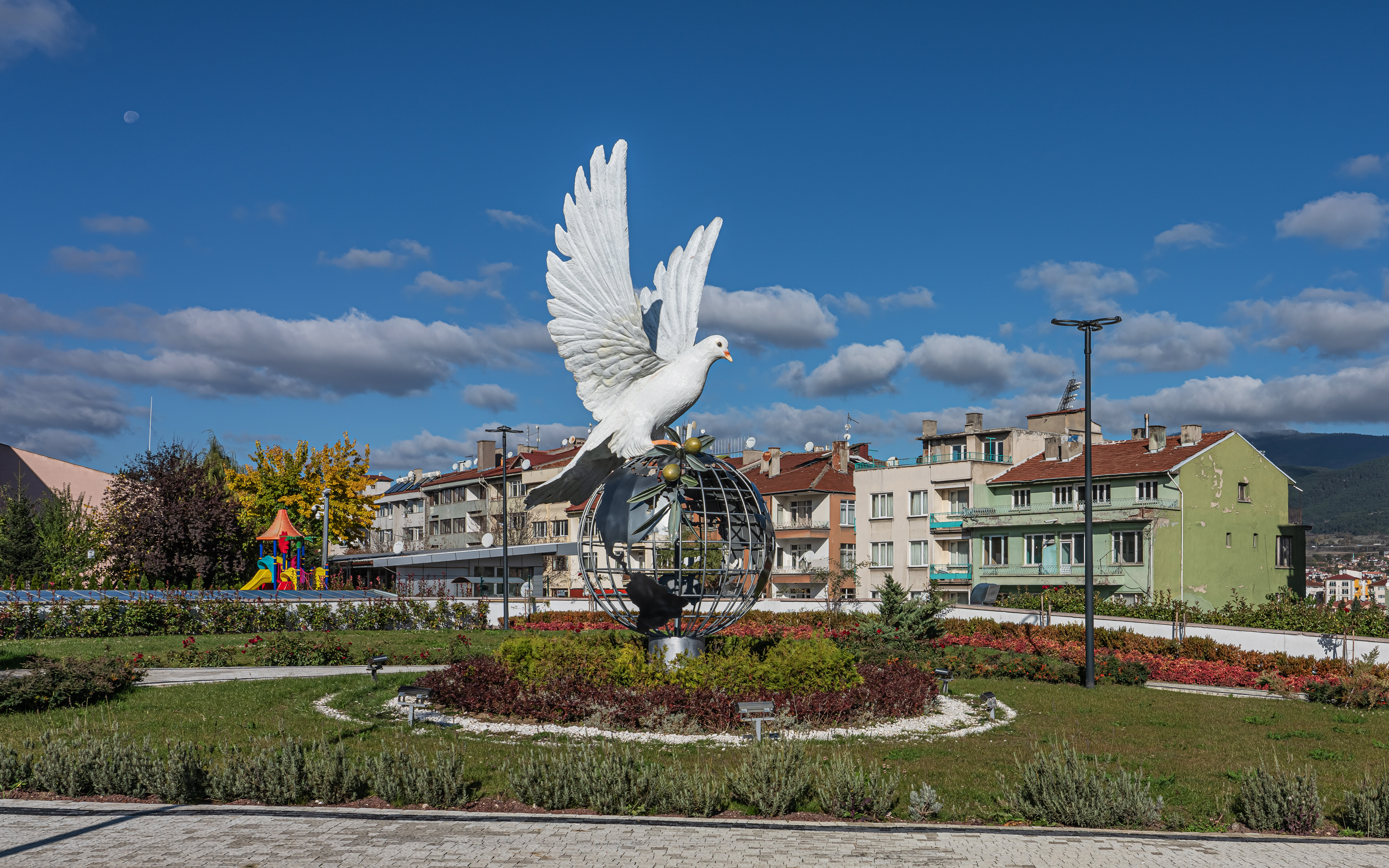
Сквер перед зданием муниципалитета
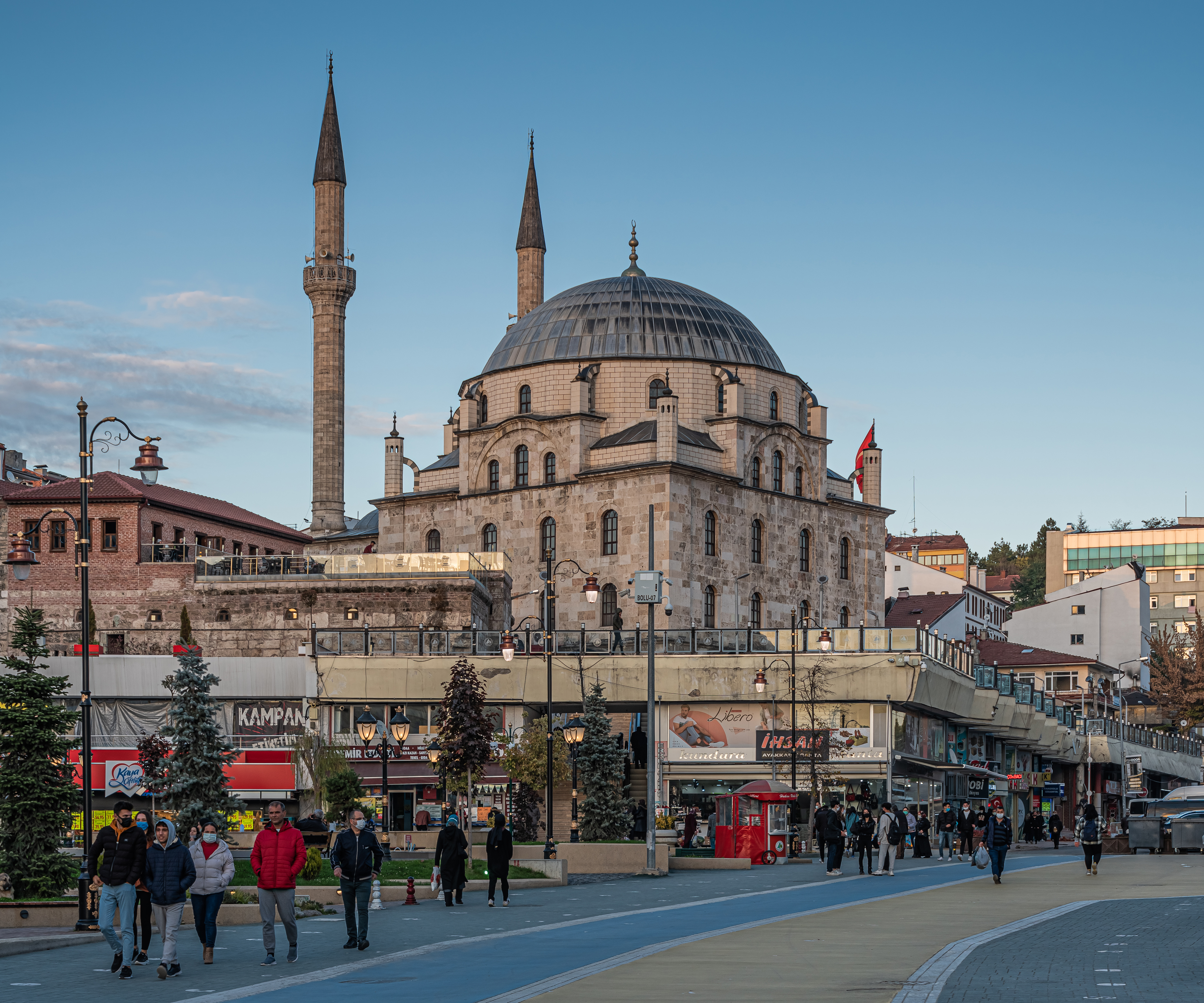
Мечеть султана Баязета
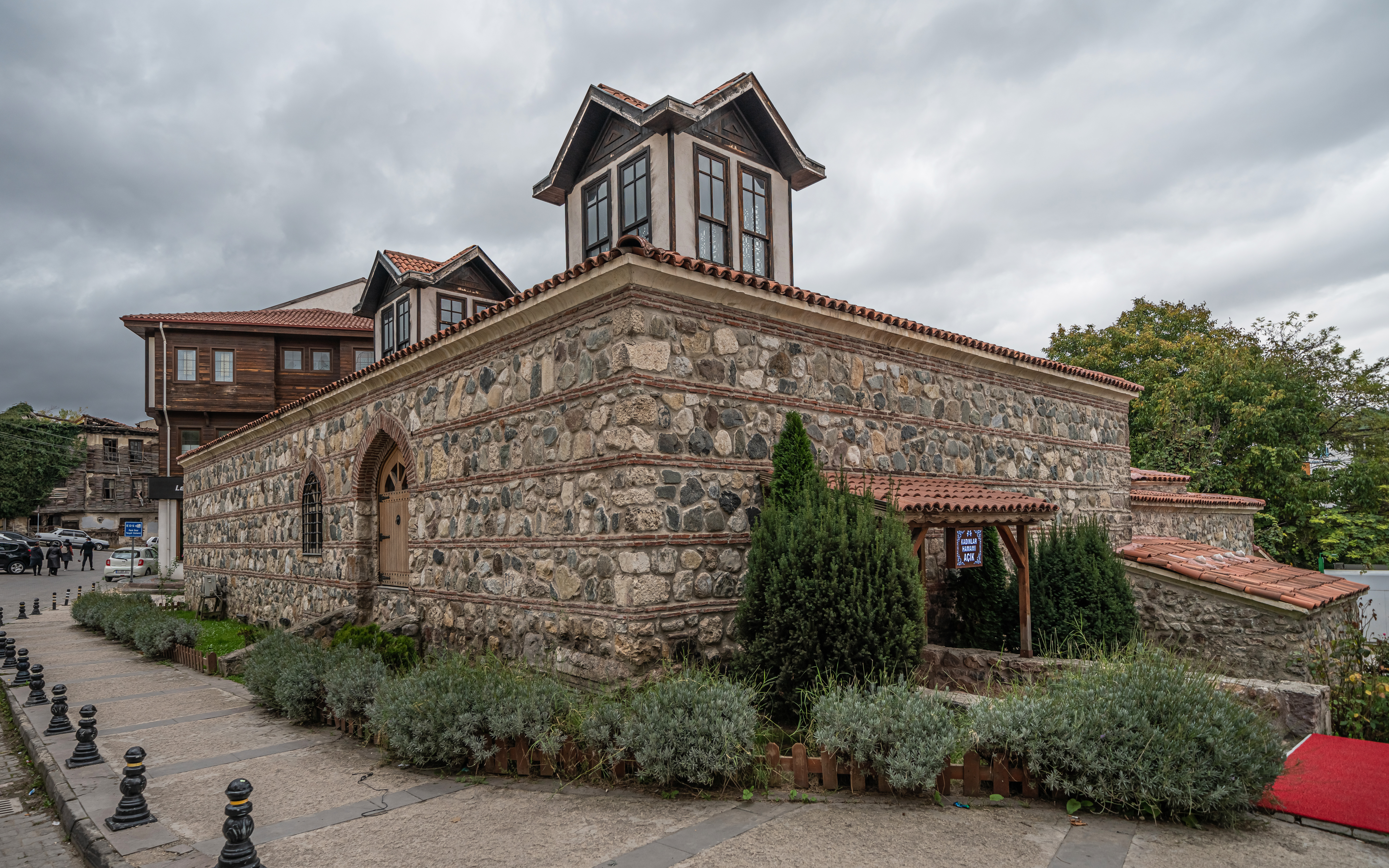
Старинный хамам (баня)
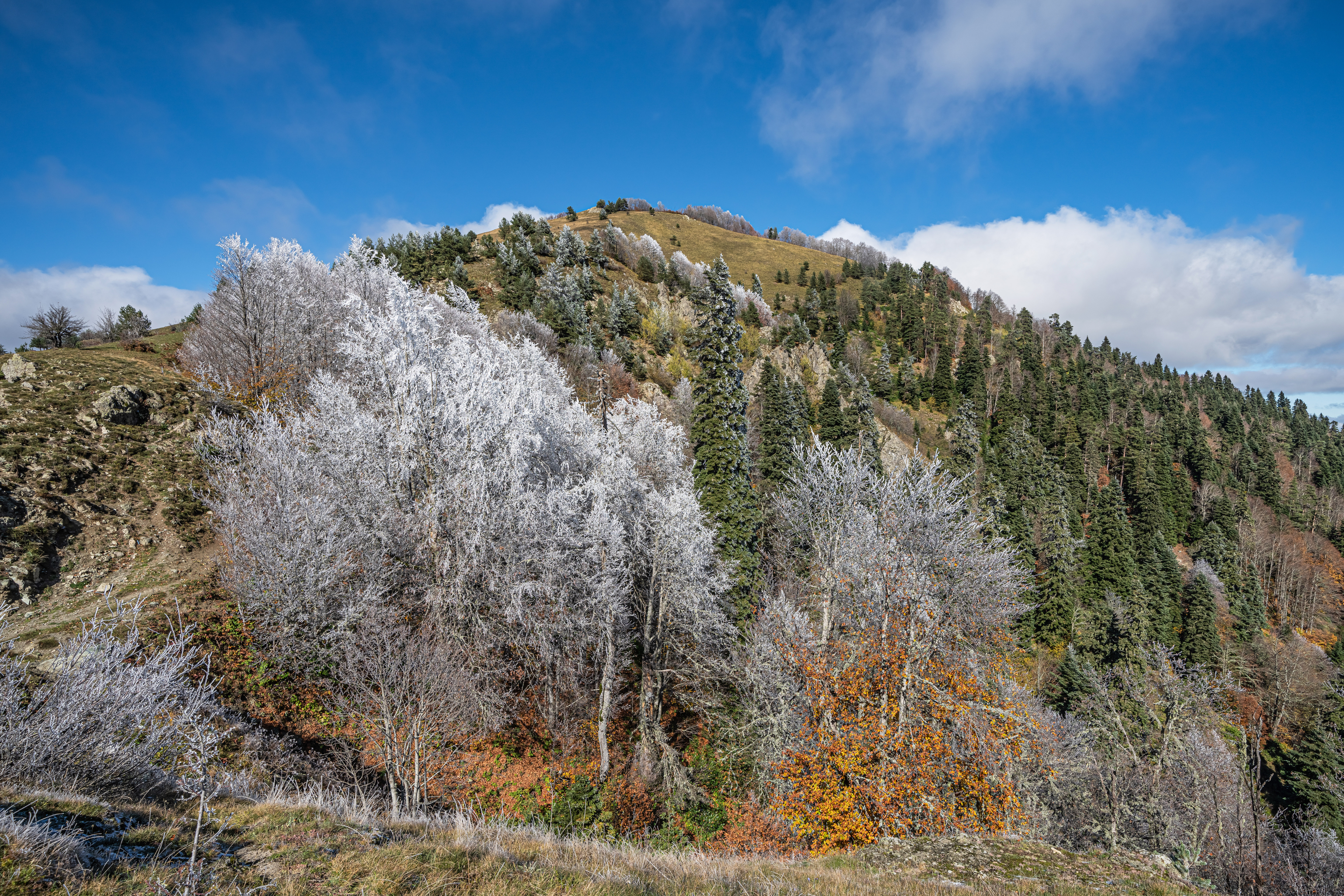
Парк Едигёллер осенью